# Rushri Wijesundera
Rushri Wijesundera (* 21. März 1992) ist eine US-amerikanische Tennisspielerin.

## Karriere
Wijesundera begann mit fünf Jahren das Tennisspielen und spielt bislang hauptsächlich Turniere der ITF Women’s World Tennis Tour, bei der sie bislang einen Titel im Doppel erringen konnte.
2018 bestritt sie ihr erstes Turnier auf der WTA Tour, als sie eine Wildcard für die Qualifikation zu den Abierto GNP Seguros erhielt. Sie unterlag aber bereits in der ersten Runde Aliona Bolsova mit 1:6 und 3:6.

## Turniersiege

### Doppel
| Nr. | Datum             | Turnier      | Kategorie | Belag        | Partnerin            | Finalgegnerinnen               | Ergebnis           |
| --- | ----------------- | ------------ | --------- | ------------ | -------------------- | ------------------------------ | ------------------ |
| 1.  | 20. November 2021 | Cundinamarca | ITF W15   | Sand (Halle) | Hurricane Tyra Black | Fernanda Astete Jessica Plazas | 7:611, 5:7, [10:4] |